# 亚坤
亚坤咖椰吐司 (英語：Ya Kun Kaya Toast；简体中文: 亚坤咖椰面包；簡稱亚坤)，是一家总部位于新加坡的大众市场、复古情调的连锁咖啡店，專門售卖吐司食品（特别是咖椰吐司）、半熟水煮蛋和咖啡。亚坤在1944年由黎亚坤创立，几十年来是由黎家经营的小档口，不过自从黎亚坤的小儿子在1999年接手生意后，生意迅速扩张。他们在新加坡和其他七个国家有超过70家店面，大多数属于特许经营。亚坤是新加坡的文化标志，以其传统品牌形象以及保守、以人为本的企业文化而闻名。

## 历史
1926年，黎亚坤从中国海南移民到新加坡，在一家咖啡档口担任助手，然后与其他两个移民一起在直落亚逸泊船处开始摆摊，售卖咖啡、梳打饼和吐司。后来那两个移民退出，让黎亚坤自己经营档口。他在海南探亲时娶亲，后来妻子与他在新加坡安顿下来。她建议将每片面包切成两半，并用她自制的咖椰与吐司结合，这便成了他们的招牌咖椰吐司。该档口在1944年以英文名（亚坤咖啡档）登记，渐渐开发了美味咖椰吐司与友善服务的声誉。夫妻俩、八个孩子和另外七户家庭共同居住在马路对面的一栋三层店屋内，那里是丰隆大厦的现址。随着孩子一天天长大，他们帮忙搅咖椰、跑腿、烤吐司，最终管理摊位运作。

## 产品和店面

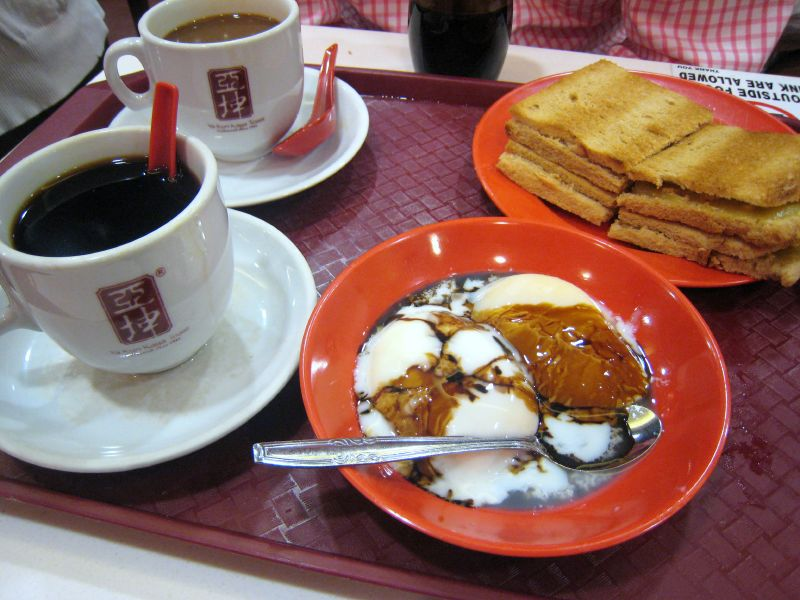
咖椰吐司与水煮蛋和咖啡是亚坤的招牌菜。

亚坤在新加坡拥有超过40家店面，并在中国、印度尼西亚、日本、缅甸、韩国、台灣和菲律宾这七个国家经营30多家海外分店。有约一半的新加坡店面和所有的海外分店他们将来有意把业务扩张到汶莱、柬埔寨、印度、马来西亚、马尔代夫、泰国、阿拉伯联合酋长国等地。各店都带着复古情调，店内摆放着木桌和木凳，并展示着店名“亚坤”二字的书法，张贴着陈列出公司历史的海报，亦带出了准备食物的传统方式，以及反映着中华家庭价值观的客户服务。与主要竞争对手不同的是，他们的菜单限于并环绕着核心产品咖椰吐司，顾客也可以另选在薄又脆的焦黄色面包上涂上芝士、花生酱或冰淇淋。为了照顾到更广大的顾客群，亚坤也出售法国吐司和“吐司明治”（三明治的另类）；同时顾客套餐也可以结合半熟水煮蛋与任何一种吐司，再加上一种饮料，这一般是咖啡或拉茶。
新加坡当地亚坤店面的物价稍微比咖啡店（Kopitiam）来得高，但是价格却比在新加坡经营的西式连锁咖啡店同类产品来得低，而海外的亚坤分店售卖的食品相对较贵。所有店面从同一供应商采购食材，部分食材如咖椰、咖啡粉更是亚坤在勿洛的工厂自制的，所使用的配方只有黎家几个成员知道。连锁店“普遍被认为是制造出优质咖椰吐司的商家”以及“新加坡的文化标志”，使新加坡旅游局推广其作为旅游景点。《明报》撰文称颂吐司“脆而不坚、香而不焦”，而且咖椰新鲜，《海峡时报》上也给予好评，形容吐司“切片均衡”、“质感到位”，鸡蛋“煮到完美”，而拉茶“不含太多奶也不太甜”。